# Cribrothalammina
Cribrothalammina es un género de foraminífero bentónico de la subfamilia Saccammininae, de la familia Saccamminidae, de la superfamilia Saccamminoidea, del suborden Saccamminina y del orden Astrorhizida. Su especie tipo es Hippocrepinella alba. Su rango cronoestratigráfico abarca el Holoceno.

## Discusión
Clasificaciones previas incluían Cribrothalammina en la superfamilia Astrorhizoidea, así como en el suborden Textulariina del orden Textulariida.

## Clasificación
Cribrothalammina incluye a la siguiente especie:
- Cribrothalammina alba